# Réal Cloutier
Réal Cloutier, född 30 juli 1956 i Saint-Émile, Québec, är en kanadensisk före detta professionell ishockeyspelare.

## Karriär
Réal Cloutier spelade juniorhockey med Quebec Remparts i QMJHL åren 1972–1974. Därefter spelade han för Quebec Nordiques under fem säsonger i World Hockey Association åren 1974–1979 och vann poängligan säsongerna 1976–77 och 1978–79. 1976 valde Chicago Black Hawks Cloutier som nionde spelare totalt i NHL-draften men Cloutier kom aldrig att spela för klubben. Då WHA avvecklades efter säsongen 1978–79 togs Quebec Nordiques upp av NHL.
Cloutier gjorde tre mål under sin första NHL-match säsongen 1979–80 och sammanlagt blev det fyra säsonger med Nordiques i NHL. Inför säsongen 1983–84 bytte Nordiques bort Cloutier till Buffalo Sabres. Cloutier spelade endast en full säsong med Buffalo Sabres och tillbringade resten av speltiden i farmarligorna IHL och AHL med Flint Generals respektive Rochester Americans innan han avslutade proffskarriären efter säsongen 1984–85.

## Statistik
| 1972–73    | Quebec Remparts     | QMJHL      | 57  | 39  | 60  | 99  | 15  | —  | —  | —  | —  | —  |
| 1973–74    | Quebec Remparts     | QMJHL      | 69  | 93  | 123 | 216 | 40  | —  | —  | —  | —  | —  |
| 1974–75    | Quebec Nordiques    | WHA        | 63  | 26  | 27  | 53  | 36  | 12 | 4  | 3  | 7  | 2  |
| 1975–76    | Quebec Nordiques    | WHA        | 76  | 60  | 54  | 114 | 27  | 5  | 4  | 5  | 9  | 0  |
| 1976–77    | Quebec Nordiques    | WHA        | 76  | 66  | 75  | 141 | 39  | 17 | 14 | 13 | 27 | 10 |
| 1977–78    | Quebec Nordiques    | WHA        | 73  | 56  | 73  | 129 | 19  | 10 | 9  | 7  | 16 | 15 |
| 1978–79    | Quebec Nordiques    | WHA        | 77  | 75  | 54  | 129 | 48  | 4  | 2  | 2  | 4  | 2  |
| 1979–80    | Quebec Nordiques    | NHL        | 67  | 42  | 47  | 89  | 12  | —  | —  | —  | —  | —  |
| 1980–81    | Quebec Nordiques    | NHL        | 34  | 15  | 16  | 31  | 18  | 3  | 0  | 0  | 0  | 10 |
| 1981–82    | Quebec Nordiques    | NHL        | 67  | 37  | 60  | 97  | 34  | 16 | 7  | 5  | 12 | 10 |
| 1982–83    | Quebec Nordiques    | NHL        | 68  | 28  | 39  | 67  | 30  | 4  | 0  | 0  | 0  | 0  |
| 1983–84    | Buffalo Sabres      | NHL        | 77  | 24  | 36  | 60  | 25  | 2  | 0  | 0  | 0  | 0  |
| 1984–85    | Flint Generals      | IHL        | 40  | 11  | 25  | 36  | 6   | —  | —  | —  | —  | —  |
| 1984–85    | Rochester Americans | AHL        | 12  | 4   | 3   | 7   | 0   | —  | —  | —  | —  | —  |
| 1984–85    | Buffalo Sabres      | NHL        | 4   | 0   | 0   | 0   | 0   | —  | —  | —  | —  | —  |
| NHL totalt | NHL totalt          | NHL totalt | 317 | 146 | 198 | 344 | 119 | 25 | 7  | 5  | 12 | 20 |
| WHA totalt | WHA totalt          | WHA totalt | 369 | 283 | 283 | 566 | 169 | 48 | 33 | 30 | 63 | 29 |

## Meriter
- WHA First All-Star Team – 1978–79
- WHA Second All-Star Team – 1975–76, 1976–77 och 1977–78
- Bill Hunter Trophy – 1976–77 och 1978–79
- Avco Cup – 1976–77
- En av fyra spelare att göra hat trick i sin första NHL-match. De andra tre är Alex Smart, Fabian Brunnström och Derek Stepan.